# 115ª Brigata di difesa territoriale
La 115ª Brigata autonoma di difesa territoriale (in ucraino 115-та окрема бригада територіальної оборони?, 115-ta okrema bryhada terytorial'noї oborony, unità militare А7043) è la principale unità delle Forze di difesa territoriale dell'Ucraina dell'oblast' di Žytomyr, subordinata al Comando operativo "Nord" delle Forze terrestri.

## Storia
La brigata è stata creata nel giugno 2018, ed ha effettuato la prima esercitazione presso la base di Novohrad-Volyns'kyj. Fra il 19 e il 28 settembre 2019 oltre 1500 riservisti hanno partecipato alle sessioni di addestramento.
L'unità è stata mobilitata in seguito all'invasione russa dell'Ucraina del 2022, venendo inizialmente stazionata nell'Ucraina settentrionale a protezione del confine con la Bielorussia. A giugno elementi della brigata hanno preso parte alla battaglia di Sjevjerodonec'k. All'inizio del 2023 è stata trasferita nelle retrovie del fronte orientale, in particolare presso la città di Slov"jans'k. Elementi della brigata sono stati utilizzati durante la difesa di Bachmut nel febbraio 2023, mentre altri sono stati schierati nella foresta a sud di Kreminna. Nei mesi successivi è stata spostata più a nord, in direzione di Svatove, dove il 2 luglio è morto in combattimento il comandante del 138º Battaglione, tenente colonnello Oleksandr Verbylo. Il 2 ottobre 2023 la brigata ha ricevuto la bandiera di guerra da parte del comandante in capo delle Forze di difesa territoriale Ihor Tancjura. L'unità ha continuato a operare nell'oblast' di Luhans'k fino all'inizio del 2024.

## Struttura
- Comando di brigata[11]
- 138º Battaglione di difesa territoriale (Žytomyr, unità militare А7304)[12]
- 139º Battaglione di difesa territoriale (Berdyčiv, unità militare А7305)[13]
- 140º Battaglione di difesa territoriale (Zvjahel', unità militare А7306)[14]
- 141º Battaglione di difesa territoriale (Ovruč, unità militare А7307)[15]
- 142º Battaglione di difesa territoriale (Malyn, unità militare А7308)[16]
- 143º Battaglione di difesa territoriale (Korosten', unità militare А7309)[17]
- Unità di supporto

## Comandanti
- Colonnello Andreij Škir (giugno 2018 - agosto 2021)[18]
- Colonnello Mychajlo Mužuk (agosto 2021 - marzo 2022)[19]
- Colonnello Vitalij Makovs'kij (marzo 2022 - marzo 2024)[20]
- Colonnello Serhij Bojk (marzo 2024 - in carica)[21]